# Marcinkowice (Wrocław)
Pour les articles homonymes, voir Marcinkowice.
Marcinkowice est une localité polonaise de la gmina de Żórawina, située dans le powiat de Wrocław en voïvodie de Basse-Silésie.